# 主動巡航
自适应巡航控制（英語：Adaptive cruise control, ACC），又稱自适应巡航、主动巡航控制系统、主動巡航，是车辆上一种巡航定速高级辅助驾驶系统，它可以自动调整车速，並与前方车辆保持安全距离。自适应巡航控制并不能完全自動駕駛，该系统只是可以輔助驾驶员駕駛汽車。